# Hårig fotblomfluga
Hårig fotblomfluga (Platycheirus aurolateralis) är en tvåvingeart som beskrevs av Simon L.J. Stubbs 2002. Hårig fotblomfluga ingår i släktet fotblomflugor, och familjen blomflugor. Arten är reproducerande i Sverige. Inga underarter finns listade i Catalogue of Life.